# Roztwór hipotoniczny

Zachowanie komórki zwierzęcej (erytrocytu) znajdującej się w roztworze hiper-, izo- i hipotonicznym

Roztwór hipotoniczny – roztwór o niższym ciśnieniu osmotycznym niż oddzielony od niego błoną półprzepuszczalną roztwór odniesienia (roztwór hipertoniczny).
W biologii i medycynie oznacza roztwór o niższym stężeniu związków osmotycznie czynnych niż roztwór wewnątrz komórki. Komórki tkanki żywej umieszczone w wodnym roztworze hipotonicznym, na drodze osmozy wchłaniają wodę i nabierają objętości. Jest to tzw. deplazmoliza. W medycynie podawanie kroplówki z płynu hipotonicznego jest stosowane w szybkim zapobieganiu i leczeniu odwodnienia organizmu.